# You've Got Mail
You've Got Mail er en amerikansk spillefilm fra 1998. Det er en romantisk komedie med Tom Hanks og Meg Ryan i de to hovedroller. Filmen er instrueret af Nora Ephron, der har skrevet manuskriptet sammen med Delia Ephron efter skuespillet Parfumerie af Miklós László.
Filmen handler om to personer, der e-mailer anonymt med hinanden og derigennem forelsker sig i hinanden. Samtidig får de kontakt med hinanden ansigt til ansigt, hvor de i starten overhovedet ikke bryder sig om hinanden. Filmen følger deres forholds udvikling parallelt via deres mail-korrespondance og i virkeligheden.

## Handling
Den mandlige hovedperson, Joe Fox (Tom Hanks), er en succesrig forretningsmand, der er ejer af en kæde af store boghandler, mens kvinden, Kathleen Kelly (Meg Ryan), ejer en lille boghandel specialiseret i børnebøger. De to kommunikerer dagligt per e-mail under pseudonymer. Da Joe opretter en ny stor butik lige over for Kathleens butik, trues hendes butik af den nye store nabo, der har et meget større udvalg og lavere priser, og Kathleen er derfor frustreret over situationen. De møder hinanden tilfældigt på gaden uden at vide, hvem hinanden er, og første gang de taler sammen, er da Joe en dag sammen med to børn i familien ender i Kathleens butik, hvor han imponeres af den imødekommenhed, kunderne mødes af. Samtidig fortæller Kathleen ham om sin frygt for den nye store butik, hvorfor Joe undlader at afsløre, hvem han er. 
Begge de to hovedpersoner har forhold, der ikke fungerer alt for godt: Kathleen ser en hel del til den venstreorienterede aviskolumnist Frank Navasky Greg Kinnear), der altid er på udkig efter folk, der bliver trådt under fode af storkapitalen, mens Joe har et forhold til Patricia (Parker Posey). De mødes alle fire til en fest, hvor Joes identitet afsløres for Kathleen, og herpå går hun - opildnet af Frank og sin mail-ven, der ikke ved, hvem han egentlig mailer med - i gang med en mediekampagne mod Joes boghandel. Undervejs aftaler de to per mail at mødes, men Joe er lidt nervøs for at mødes med sin mail-ven, så han medbringer sin rådgiver Kevin (David Chappelle), der ser Kathleen og afslører hendes identitet for Joe. Han tør derpå ikke møde hende som mail-vennen, men tropper "tilfældigt" op som Joe, og de to udveksler bitre ord, inden de skilles. 
Trods redningsforsøgene sygner Kathleens butik langsomt hen, og i sit mismod tager Kathleen en tur i den store boghandel, hvor hun til sin overraskelse opdager, at der faktisk er en god stemning, selv om der mangler noget viden om børnebøger. Hendes ansatte, George (Steve Zahn), Birdie (Jean Stapleton) og Christina (Heather Burns) må omsider stoppe i børneboghandlen. Kathleen bliver syg, og Joe, der har ladet deres mail-forhold få tid til at komme sig over hans tilsyneladende svigt til deres aftalte møde, opsøger Kathleen. Han opdager nu, at Frank har droppet forholdet til hende, og da også hans eget forhold til Patricia er gået i stykker, er han mere end opsat på at forbedre forholdet til Kathleen. 
Forholdet mellem de to forbedres stille og roligt i løbet af nogle uger, men samtidig undrer Kathleen sig over forholdet til den mail-ven, der tilsyneladende fortsætter med at udsætte mødet. Til sidst accepterer han at mødes med hende i en park, og da det endelig går op for Kathleen, at hendes mail-ven er Joe, er hun lykkelig, og hun medgiver, at hun havde ønsket brændende, at det var tilfældet.

## Medvirkende
| Skuespiller     | Rolle                                       |
| --------------- | ------------------------------------------- |
| Meg Ryan        | Kathleen Kelly / "Shopgirl"                 |
| Tom Hanks       | Joe Fox / "NY152"                           |
| Parker Posey    | Patricia Eden, Joes veninde                 |
| Greg Kinnear    | Frank Navasky, Kathleens ven                |
| Jean Stapleton  | Birdie, ansat i Kathleens butik             |
| Steve Zahn      | George Pappas, ansat i Kathleens butik      |
| Heather Burns   | Christina Plutzker, ansat i Kathleens butik |
| David Chappelle | Kevin Jackson, Joes forretningsrådgiver     |
| Dabney Coleman  | Nelson Fox, Joes far                        |
| John Randolph   | Schuyler Fox, Joes farfar                   |

Endvidere medvirker blandt andet Deborah Rush, Cara Seymour, Sara Ramírez og Jane Adams.

## Sammenhæng til andre værker
Filmen er bygget over skuespillet Parfumerie. Allerede i 1940 lavede Ernst Lubitsch en film med dette stykke som basis: Den lille butik, og i 1949 blev filmudgaven forlæg for en filmmusical In the Good Old Summertime instrueret af Robert Z. Leonard med Judy Garland i den kvindelige hovedrolle. 
Af andre inspirationer kan nævnes flere direkte referencer i filmen til Jane Austens roman Stolthed og fordom, som Kathleen nævner som sin yndlingsbog, mens Joe af den grund læser den, hvorpå de to diskuterer den i forskellige sammenhænge. 